# Okres Adony

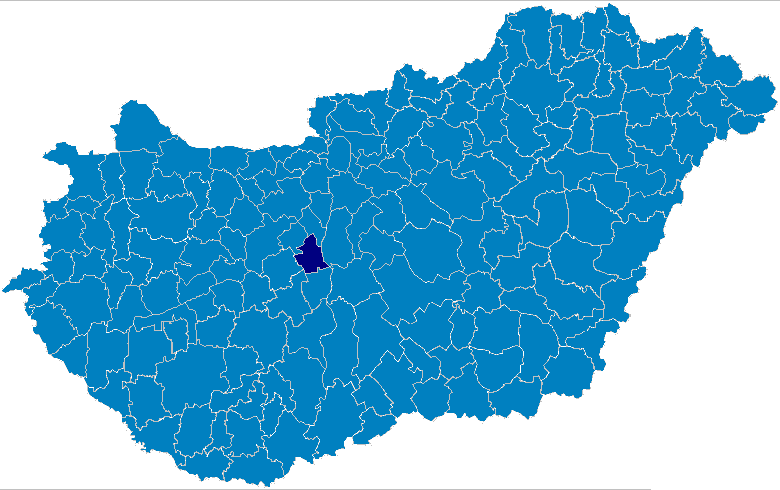
Okres Adony v Maďarsku

Okres Adony (maďarsky Adonyi kistérség) je okres v Maďarsku v župě Fejér. Jeho správním centrem je město Adony.
Okres Adony byl při reformě místní správy v roce 2013 zrušen a byl začleněn do nově zřízeného okresu Dunaújváros.

## Sídla
V okrese se nachází celkem 8 měst a obcí.
- Adony
- Beloiannisz
- Besnyő
- Iváncsa
- Kulcs
- Perkáta
- Pusztaszabolcs
- Szabadegyháza